# (34226) 2000 QM88
2000 QM88 (asteroide 34226) é um asteroide da cintura principal. Possui uma excentricidade de 0.23320980 e uma inclinação de 4.38129º.
Este asteroide foi descoberto no dia 25 de agosto de 2000 por LINEAR em Socorro.